# 尤英鎮區 (密歇根州)
尤英鎮區（英語：Ewing Township）是位於美國密歇根州馬凱特縣的一個行政鎮區。

## 地方資料
尤英鎮區的面積為126.50平方千米，當中陸地面積為125.10平方千米，而水域面積為1.40平方千米。根據2020年美國人口普查的數據，當地共有人口150人，而人口密度為每平方千米1.19人。